# Židovské hřbitovy v Kroměříži
Židovské hřbitovy v Kroměříži jsou tři bývalá židovská pohřebiště, jež se nacházela ve městě Kroměříž.

## První hřbitov
První židovský hřbitov, o jehož stáří se nedochovaly žádné přesné záznamy, se nacházel v místech dnešního Komenského náměstí (49°17′56″ s. š., 17°23′53″ v. d.), na východ od centra.
Během třicetileté války zde bylo pochováno více než sedmdesát Židů včetně rabína Mordechaje ben Moše. Tragický osud kroměřížských Židů během třicetileté války barvitě líčí Kroměřížská selicha.
Hřbitov byl zlikvidován po roce 1881. Podle Jiřího Fiedlera se zde nacházely náhrobky z let 1535–1849.

## Druhý hřbitov
Druhý hřbitov, založený v roce 1715, byl situován na rohu Březinovy a Nábělkovy ulice, jižně od centra (49°17′39″ s. š., 17°23′46″ v. d.). P. Julius Chodníček uvádí, že hřbitov byl trojhraný s vchodem k jihovýchodu směřujícím a s podivnou vlnitou zdí, která snad naznačuje touhu větrem zaletět k Jeruzalému. Po smrti!
Původně sloužil jako morový židovský hřbitov, avšak v roce 1849, po zrušení prvního hřbitova, začal být užíván k běžným pohřbům, a to až do roku 1927. Roku 1882 sem byly přeneseny a uloženy ostatky z prvního hřbitova.

Tento hřbitov byl v době okupace zcela zdevastován nacisty a po válce došlo k jeho úplné likvidaci. V letech 1964–1965 byla na jeho ploše postavena budova policejní stanice.

## Třetí hřbitov

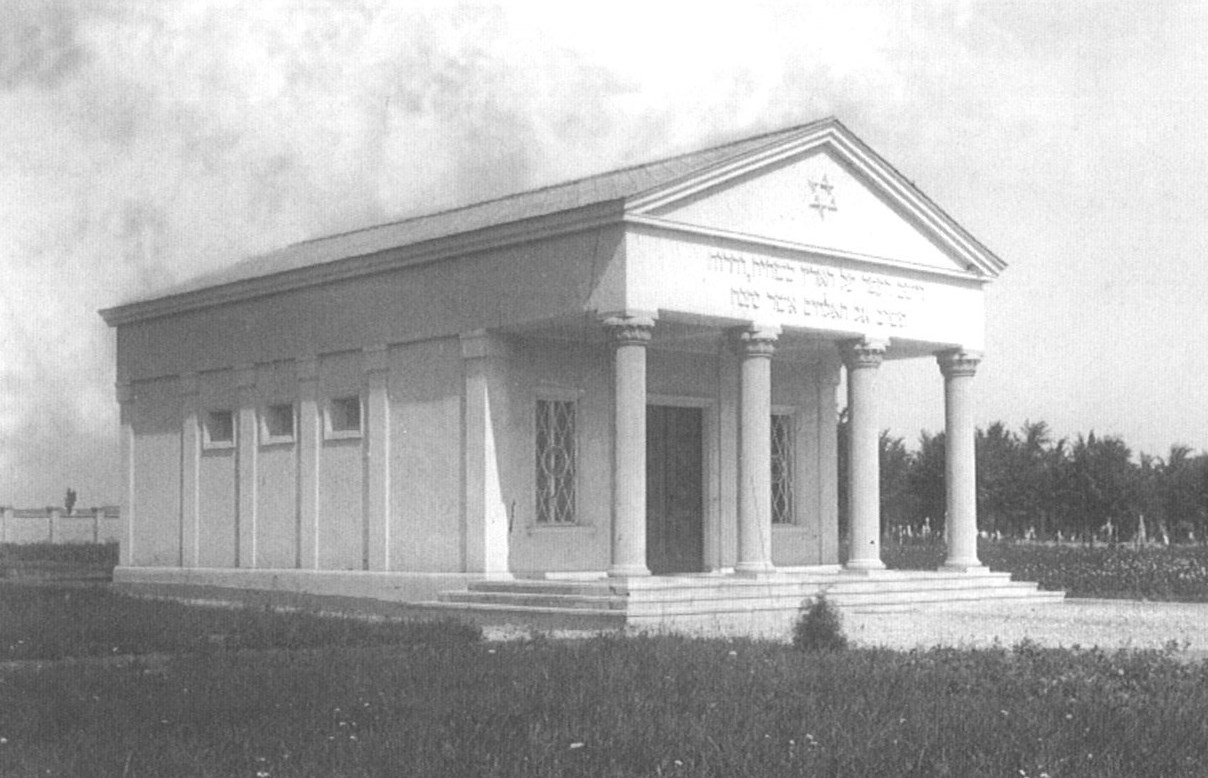
Původní podoba obřadní síně

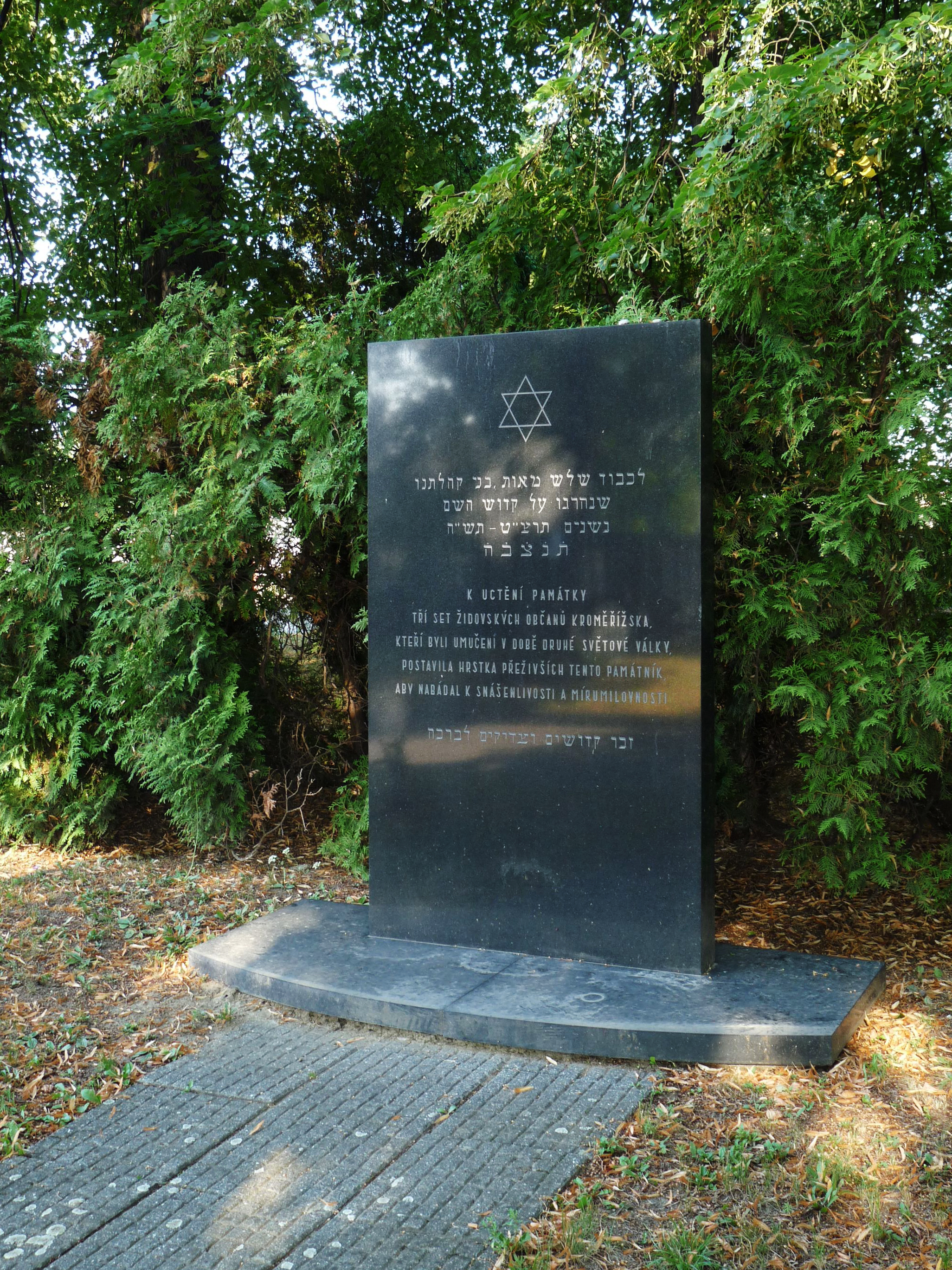
Pomník obětem holokaustu

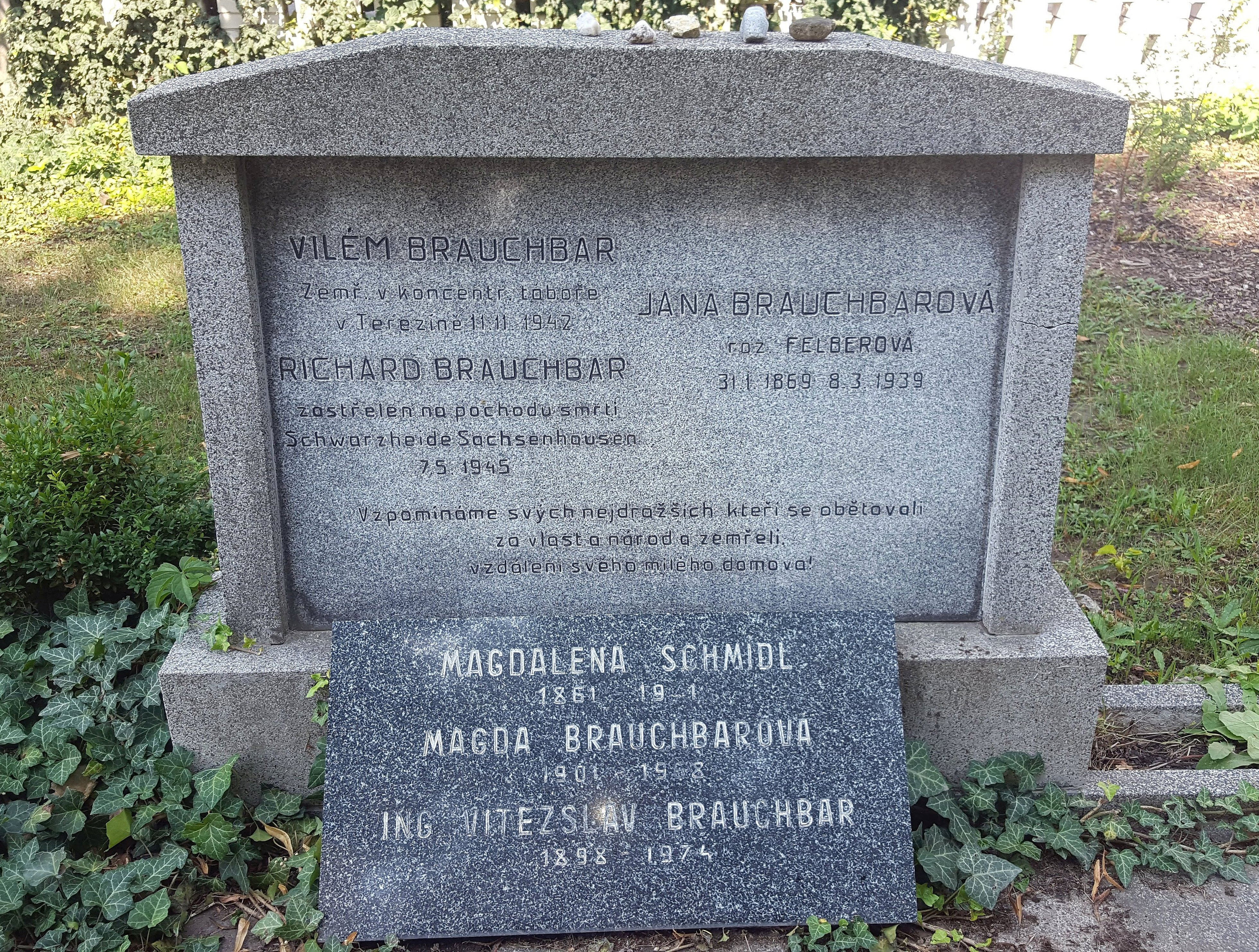
Rodinná hrobka Brauchbarů

Třetí kroměřížský židovský hřbitov se nachází asi 1500 m na jih od centra, na Velehradské ulici, která vede k předměstí Vážany. K otevření došlo v roce 1924 a dosud se zde pohřbívá. Leží v jižní části areálu městského hřbitova, za obřadní síní z let 1927–1928 od Ing. Ladislava Mesenského. Obřadní síň byla postavena ve stylu antického chrámu. Průčelí zdobil hebrejský nápis: "A navrátí se prach do země, jakž prve byl, duch pak navrátí se k bohu, kterýž jej dal".
V roce 1965 došlo k přebudování židovské pohřební síně na smuteční síň využívanou pro celý hřbitov. Také tento hřbitov byl v době okupace téměř úplně zničen nacisty. Dodnes zde zůstalo pouze 5 náhrobních kamenů (macev). Posledním pohřbeným byl v roce 2003 František Färber. Hřbitov je volně přístupný od 1. května do 10. listopadu od 7 hod do 20 hod., od 11. listopadu do 30. dubna od 7 hod do 18 hod. Výkon správy pohřebiště zajišťují Kroměřížské technické služby, s. r. o.
Dne 17. června 1962 odhalily Židovská náboženská obec brněnská a Synagogální sbor v Kroměříži za přítomnosti brněnského vrchního rabína Richarda Federa pomník 300 obětem holokaustu z Kroměřížska. Pomník z černého mramoru je evidován jako pietní místo v evidenci válečných hrobů pod číslem CZE-7203-30674. V evidenci válečných hrobů je vedena i hrobka rodiny Brauchbarů pod číslem CZE-7203-30598.
 V roce 1997 byly na hřbitov přeneseny kosterní pozůstatky nalezené v prostoru bývalého (druhého) hřbitova v Nábělkově ulici z let 1715–1927. Péčí správy hřbitova byly v roce 2018 na hrobech v židovské části hřbitova obnoveny jejich nápisy.
Kroměřížská židovská komunita přestala existovat v roce 1940.